# Список умерших в 1486 году
В этой статье представлен список известных людей, умерших в 1486 году.
См. также: Категория:Умершие в 1486 году

## Январь
- 30 января — Жак Савойский (35), граф де Ромон; бургундский военачальник и государственный деятель.

## Февраль
- 12 февраля — Маргарита Австрийская, жена Фридриха II, курфюрста Саксонии.

## Март
- 8 марта — Джоан Дакр, английская аристократка, 7-я баронесса Дакр в своём праве (suo jure) (1458—1486).
- 11 марта — Альбрехт III (71) — курфюрст Бранденбурга.
- 30 марта — Томас Буршье (82) — английский государственный деятель и кардинал.

## Апрель
- 12 апреля — Михаил Андреевич — удельный князь Верейский (1432—1486), Белозерский (1432—1486) и Вышгородский (1450—1464).

## Май
- 15 мая — Маргарита де Фуа — герцогиня Бретани (1474—1486), жена герцога Бретани Франциска II.
- Людовик I де Бурбон-Монпансье — граф де Монпансье (с 1434), дофин Оверни, граф де Клермон (с 1428), граф де Сансер, сеньор де Меркер и де Комбрай (с 1426).

## Июнь
- 18 июня — Хуан Рамон Фольк III де Кардона (68), каталонский дворянин, 4-й граф Кардона (1471—1486), 5-й граф де Прадес и барон Энтенса (1441—1486), виконт Вильямур (1471—1486), адмирал Арагона и генерал-капитан Каталонии, а также вице-король Сицилии (1477—1479).

## Июль
- 8 июля — Сэр Хамфри Стаффорд, английский рыцарь из графтонской ветви Стаффордов, один из руководителей восстания Стаффорда и Ловела (1486).
- 14 июля — Маргарита Датская (30) — королева Шотландии, жена короля Якова III.

## Август
- 11 августа — Уильям Уэйнфлит, английский религиозный и государственный деятель, провост Итона (1442—1447), епископ Винчестера (1447—1486), лорд-канцлер Англии (1456—1460).
- 14 августа — Марко Барбариго (73) — 73-й дож Венеции.
- 26 августа — Эрнст (45) — курфюрст Саксонии (1464—1484).

## Сентябрь
- 1 сентября — Ги XIV де Лаваль (80), французский аристократ и военачальник, граф де Лаваль (1429—1486), барон де Витре и де Ла-Рош-Бернар, сеньор де Монфор, де Сен-Оен, де Гавр, де Компер.
- 17 сентября — Пьетро де Гевара, государственный деятель Неаполитанского королевства, маркиз дель Васто, граф ди Арьяно (1462—1486).

## Ноябрь
- 1 ноября — Скеджа, итальянский живописец и резчик по дереву периода кватроченто.

## Декабрь
- 10 декабря — Аль-Каласади, западноарабский математик.
- 24 декабря — Эрик Олай, шведский священник, историк, преподаватель.
- 29 декабря — Андре де Лаваль-Монморанси, французский военный и государственный деятель, сеньор де Лоеак и Монжан, барон де Рец, адмирал и маршал Франции.

## Дата неизвестна или требует уточнения
- Гильом Алексис, французский поэт, монах-бенедиктинец.
- Андроник Каллист, византийский ученый и гуманист, один из греческих деятелей Возрождения.
- Никколо Вителли, представитель дома Вителли, сеньор Читта-ди-Кастелло; кондотьер.
- Данияр — царевич, касимовский правитель.
- Диогу Кан — португальский мореплаватель.
- Иван Васильевич Ощера — окольничий великих князей Московских Василия Тёмного и Ивана III.
- Таддео Манфреди, сеньор Имолы (1448—1473).
- Пётр Пашкович Струмило из Цехановца, государственный деятель Великого княжества Литовского, староста дрохичинский (1463—1469), кухмистр королевы Елизаветы Австрийской (1477), наместник лидский (1483), маршалок господарский (1483).
- Тимур, представитель аристократии мангытов.
- Ти́сок — 7-й тлатоани Теночтитлана.
- Ходжа Синан-паша, османский учёный.
- Диболд Шиллинг Старший — историк, автор нескольких исторических хроник.
- Олизар Шилович, волынский боярин, чиновник и военный деятель Великого княжества Литовского.